# Beaurepaire (Isère)
Pour les articles homonymes, voir Beaurepaire.
Beaurepaire est une commune française située dans le département de l'Isère en région Auvergne-Rhône-Alpes et, autrefois rattachée à l'ancienne province du Dauphiné.
Géographiquement, le territoire de la commune de Beaurepaire se positionne dans le sud-est de la France à l'est de la vallée du Rhône, dans le territoire de Bièvre-Valloire qui est un des treize territoires de l'Isère.
Cette commune fit partie de la communauté de communes du Territoire de Beaurepaire dont elle hébergeait le siège avant d'être rattachée à la communauté de communes Entre Bièvre et Rhône.
Les habitants de la commune se dénomment les Beaurepairois, ou plus rarement les Beaurepairiens.

## Géographie

### Situation
Le territoire communal est situé dans le Sud-Est de la France, et plus précisément dans la partie occidentale du département de l'Isère, en région Auvergne-Rhône-Alpes.
La commune est située, par la route, à 69 km de Grenoble, chef-lieu du département de l'Isère, 62 km de Lyon, chef-lieu de la région, à 282 km de Marseille, ainsi qu'à 522 km de Paris.

### Description

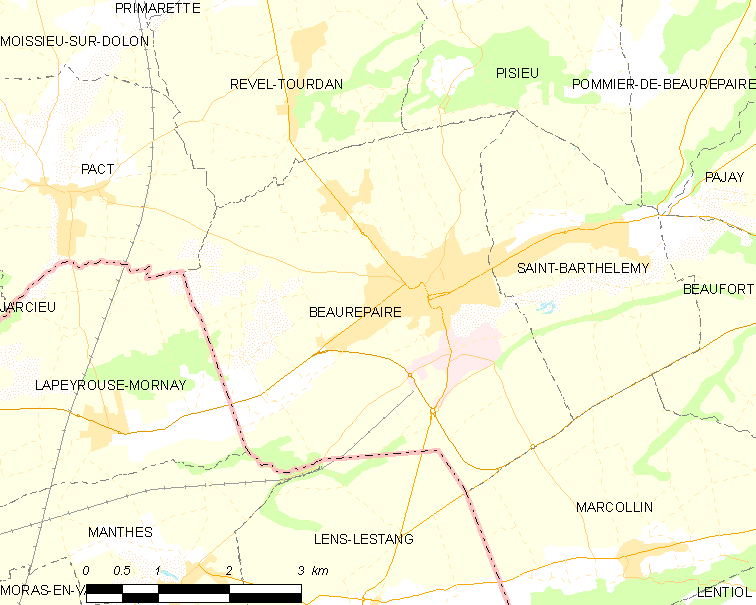
Plan du territoire de Beaurepaire

Petite ville de la Valloire, vallée sans rivière notable, mais ancienne zone marécageuse, la cité de Beaurepaire, ancien bourg fortifié avec un plan en damier propre aux villes nouvelles du Moyen-Âge entourant son église, possède quelques reliques architecturales anciennes.
Malgré la disparition progressive de sa ligne de chemin de fer qui la reliait à Saint-Rambert-d'Albon et Rives, le déclassement des deux grandes routes nationales qui la traversaient, et la perte du siège de sa communauté de communes, la ville a su garder un certain dynamisme avec ses zones d'activités périphériques.

### Géologie
Le territoire de Beaurepaire se situe dans une large vallée dénommée Bièvre-Valloire par les géographes. Il s'agit d'une vallée ouverte sans cours d'eau important positionnée entre celle de l'Isère, au sud et dont elle est séparée par le Plateau de Chambaran, la vallée du Rhône, à l'ouest, ainsi que la plaine du bas-Dauphiné située plus au nord, quelques collines boisées dénommées Balmes viennoises la séparant de cette dernière. La Bièvre est la partie la plus orientale de cette vallée mais aussi la plus élevée en altitude, la Valloire où se situe Beaurepaire étant la partie la plus occidentale et la moins élevée.
Les cartes de Pierre Mandier, professeur de géologie à l'université de Lyon indiquent que le vallum morainique frontal datant de la Glaciation de Riss du glacier de l'Isère se situait quatre kilomètres à l'est de la ville de Beaurepaire. Le tracé des courbes de niveau relevé dans les environs du territoire de la commune de la Côte-Saint-André permet de comprendre que le glacier du Rhône confluait, à ce niveau de la plaine de Bièvre, avec celui de l'Isère. La Valloire fut donc le déversoir de cet ensemble glaciaire remplissant ainsi le secteur d'alluvions datant du quaternaire. Petit à petit avec le recul, puis la disparition des glaciers la Valloire s'est transformée en vallée morte sans cours d'eau vraiment notable.

### Climat
Pour des articles plus généraux, voir Climat d'Auvergne-Rhône-Alpes et Climat de l'Isère.
En 2010, le climat de la commune est de type climat océanique altéré, selon une étude du Centre national de la recherche scientifique s'appuyant sur une série de données couvrant la période 1971-2000. En 2020, Météo-France publie une typologie des climats de la France métropolitaine dans laquelle la commune est dans une zone de transition entre le climat semi-continental et le climat de montagne et est dans la région climatique Moyenne vallée du Rhône, caractérisée par un bon ensoleillement en été (fraction d’insolation > 60 %), une forte amplitude thermique annuelle (4 à 20 °C), un air sec en toutes saisons, orageux en été, des vents forts (mistral), une pluviométrie élevée en automne (250 à 300 mm).
Pour la période 1971-2000, la température annuelle moyenne est de 11,8 °C, avec une amplitude thermique annuelle de 18 °C. Le cumul annuel moyen de précipitations est de 912 mm, avec 8,6 jours de précipitations en janvier et 6,2 jours en juillet. Pour la période 1991-2020, la température moyenne annuelle observée sur la station météorologique de Météo-France la plus proche, « Reventin », sur la commune de Reventin-Vaugris à 22 km à vol d'oiseau, est de 12,9 °C et le cumul annuel moyen de précipitations est de 775,7 mm,. Pour l'avenir, les paramètres climatiques de la commune estimés pour 2050 selon différents scénarios d'émission de gaz à effet de serre sont consultables sur un site dédié publié par Météo-France en novembre 2022.

### Hydrographie
La ville de Beaurepaire est sillonnée par quelques cours d'eau de longeur modeste :
- l'Oron, d'une longueur de 27,8 km est un affluent des Collières et donc un sous affluent du Rhône[11].
- Le Suzon d'une longueur de 17,6 km est son affluent[12].

### Voies routières

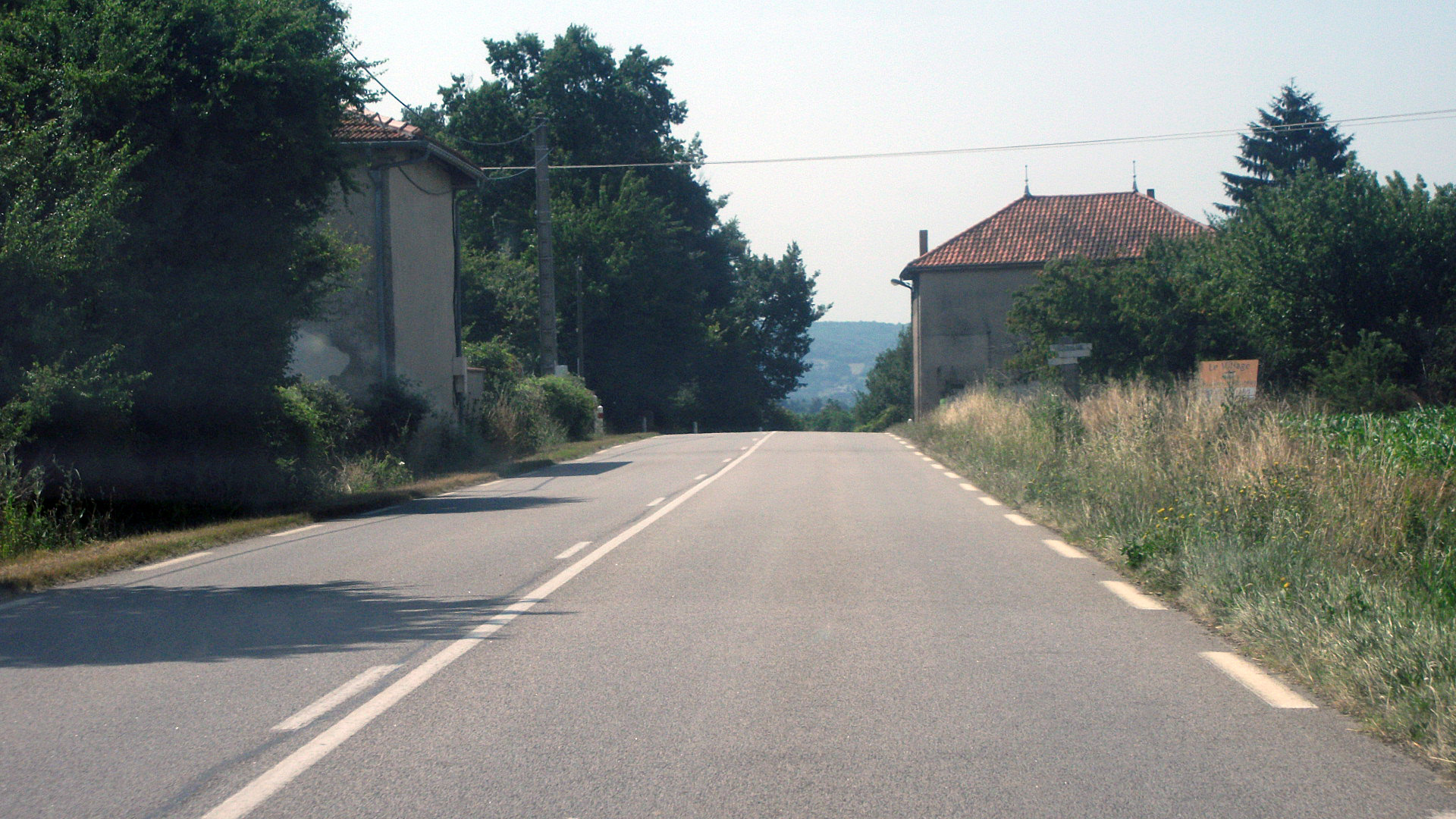
La RD 538 entre Revel-Tourdan et Beaurepaire, la veille d'une étape du Tour de France, le 13 juillet 2013.

Le territoire beaurepairois est traversé par de nombreuses axes routiers.
- La route départementale 519 (RD519) dénommée ainsi entre Davézieux et Beaucroissant se dénommait Route nationale 519. Cette ancienne route nationale reliait Annonay à Grenoble a été déclassée en 1972
- La route départementale 538 (RD538) dénommée ainsi entre Vienne et Salon-de-Provence se dénommait Route nationale 538. Cette ancienne route nationale reliait Vienne à Marseille a été déclassée en 1972.
- La route départementale 73 (RD73) qui sert de déviation afin d'éviter le transit des véhicules dans le bourg central de Beaurepaire.

### Transports publics

#### Lignes d'autocars
Le réseau interurbain de l'Isère, connu sous l'appellation locale Transisère (malgré son renommage en 2021 en Cars Région Isère en raison du transfert de compétence du service du département vers la région) relie la ville de Beaurepaire à d'autres communes iséroises.
- Ligne T50 : Beaurepaire ↔ Moirans ↔ Grenoble
- Ligne T52 : Beaurepaire ↔ Vienne
- Ligne T53 : Beaurepaire ↔ Le Péage-de-Roussillon
- Ligne T54 : Beaurepaire ↔ La Côte-Saint-André
- Ligne express X08 : Beaurepaire ↔ Grenoble
- Ligne scolaire BEA01: Beaurepaire ↔ Cour-et-Buis
- Ligne scolaire BEA02 : Beaurepaire ↔ Beaufort ↔ Thodure ↔ Lentiol
- Ligne scolaire BEA03 : Beaurepaire ↔ Pommier-de-Beaurepaire
- Ligne scolaire BEA04 : Beaurepaire ↔ Jarcieu ↔ Moissieu ↔ Bellegarde

Beaurepaire est dotée d'une gare routière où convergent la plupart de ces lignes. Les lignes scolaires effectuent elles l'acheminement des élèves des communes alentour vers le collège de Beaurepaire.

#### Voies ferrées

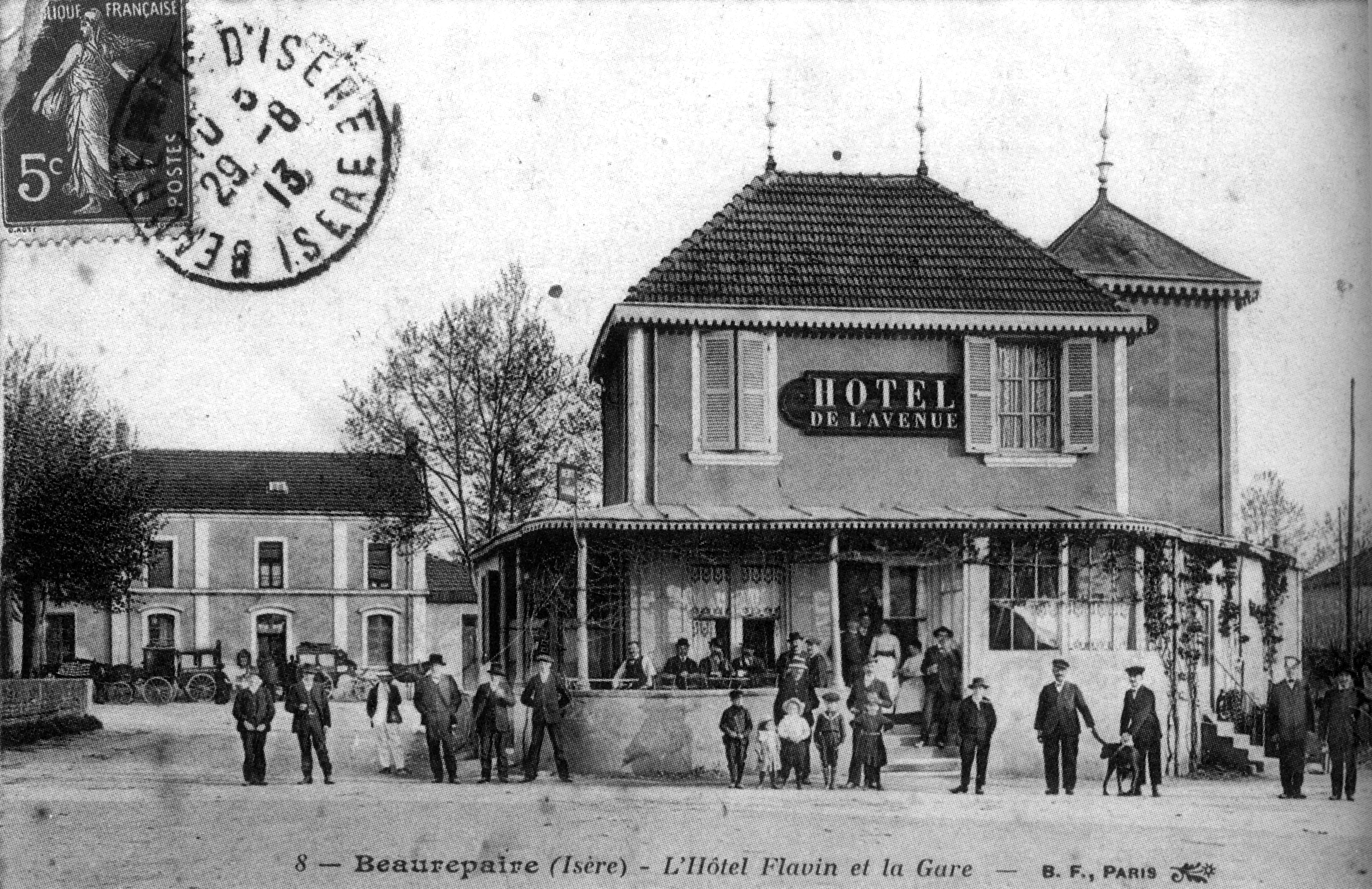
La Gare en 1913 (à gauche)

La gare SNCF de Beaurepaire, située sur la ligne entre Saint-Rambert-d'Albon dans la Drôme et Rives, n'a plus été utilisée uniquement que de façon ponctuelle pour le transport de fret, puis fut totalement abandonnée, certaines portions du rail étant démantelées.

#### Aéroport
L'aéroport le plus proche est l'aéroport de Grenoble-Alpes-Isère, situé à moins de 15 km de Beaurepaire.

## Urbanisme

### Typologie
Au 1er janvier 2024, Beaurepaire est catégorisée bourg rural, selon la nouvelle grille communale de densité à sept niveaux définie par l'Insee en 2022.
Elle appartient à l'unité urbaine de Beaurepaire, une agglomération intra-départementale regroupant deux  communes, dont elle est ville-centre,,. Par ailleurs la commune fait partie de l'aire d'attraction de Beaurepaire, dont elle est la commune-centre,. Cette aire, qui regroupe 10 communes, est catégorisée dans les aires de moins de 50 000 habitants,.

### Occupation des sols
L'occupation des sols de la commune, telle qu'elle ressort de la base de données européenne d’occupation biophysique des sols Corine Land Cover (CLC), est marquée par l'importance des territoires agricoles (78,9 % en 2018), en diminution par rapport à 1990 (82,3 %). La répartition détaillée en 2018 est la suivante : terres arables (68,3 %), zones urbanisées (14,6 %), zones agricoles hétérogènes (10,7 %), zones industrielles ou commerciales et réseaux de communication (4,5 %), forêts (2 %). L'évolution de l’occupation des sols de la commune et de ses infrastructures peut être observée sur les différentes représentations cartographiques du territoire : la carte de Cassini (XVIIIe siècle), la carte d'état-major (1820-1866) et les cartes ou photos aériennes de l'IGN pour la période actuelle (1950 à aujourd'hui).

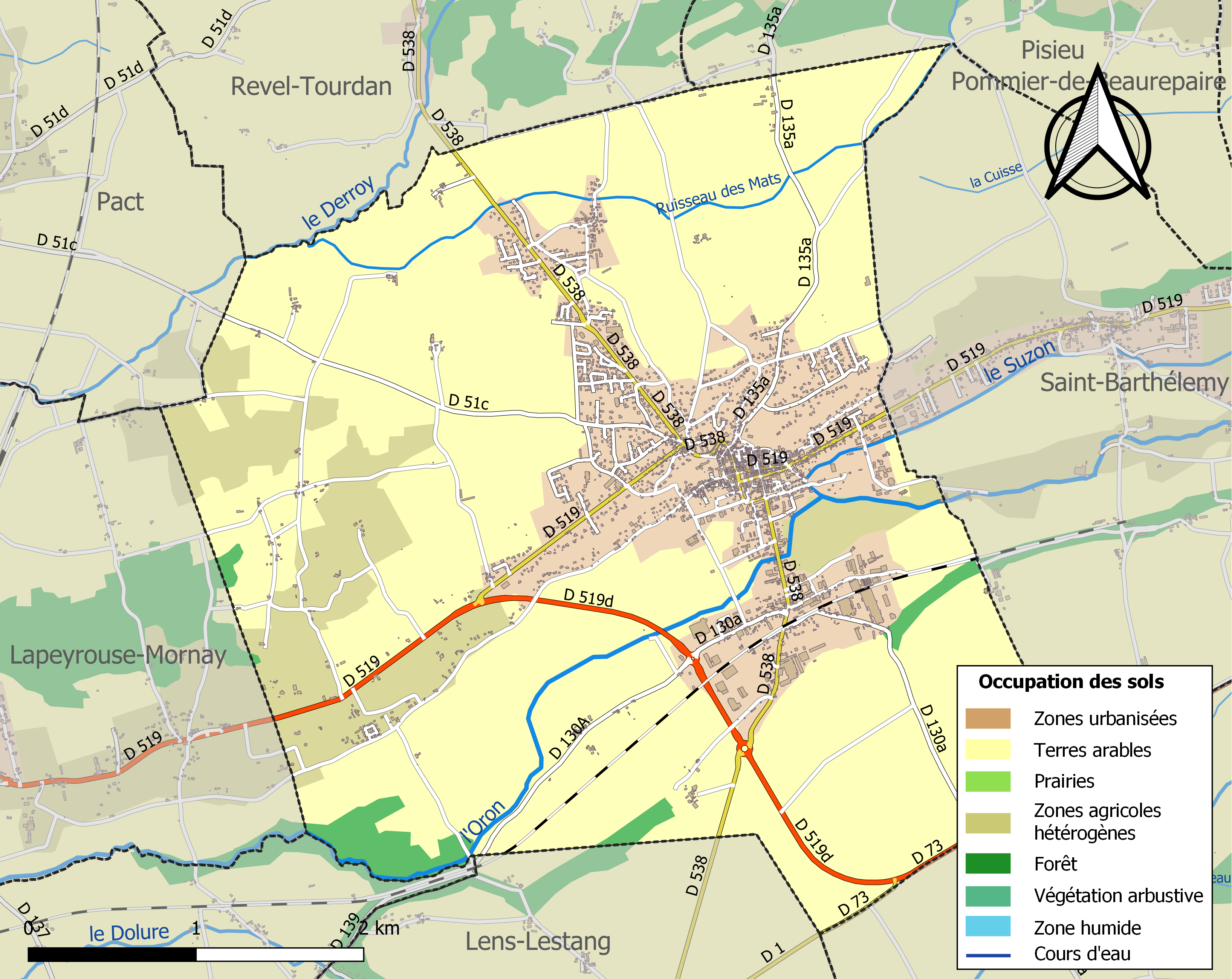
Carte des infrastructures et de l'occupation des sols de la commune en 2018 (CLC).

### Morphologie urbaine
L'agglomération se présente sous la forme d'un centre urbain de taille relativement importante, dont les constructions (petits immeubles et maisons individuelles) se sont progressivement installées le long d'un réseau routier en étoile et dont le centre correspond au vieux bourg central.

### Hameaux, lieux-dits et écarts de la commune
Voici, ci-dessous, la liste la plus exhaustive possible des divers hameaux, quartiers et lieux-dits résidentiels urbains comme ruraux qui composent le territoire de la commune de Beaurepaire, présentés selon les références toponymiques fournies par le site géoportail de l'Institut géographique national.
| - En Vachère - le Poulet - le Ballay - la Grange Neuve - la Picollière - les Pierelles - les Granges Neuves - les Seiglières - Degaud | - le Temple - les Naix - le Pouloux - la Maladière - les Fromentaux (Zone industrielle) - le Pré Mornay (Zone Artisanale) - Pied Menu - les Brosses - le Cros | - Chantabot - le Fayaret - la Grange Robert - Combalon - Fayaret - la Guillotière - le Grand Chemin - la Ferrière - les Copières |

### Logements
Le logement se compose principalement dans le centre de petits immeubles et de maisons individuelles, complété par l'existence de complexes HLM, ainsi que de nombreux lotissements pavillonnaires en périphérie.

### Risques naturels et technologiques

#### Risques sismiques
L'ensemble du territoire de la commune de Beaurepaire est situé en zone de sismicité n°3 (sur une échelle de 1 à 5), comme l'ensemble des communes de la plaine de Bièvre-Valloire et de la vallée du Rhône.
| Type de zone | Niveau            | Définitions (bâtiment à risque normal) |
| ------------ | ----------------- | -------------------------------------- |
| Zone 3       | Sismicité modérée | accélération = 1,1 m/s2                |

#### Autres risques
Beaurepaire est inscrite à l'Atlas des zones inondables (AZI) pour les bassins du Rival et de l'Oron depuis le 28/02/1993.
Le DDRM de l'Isère classe Beaurepaire parmi les communes concernées par le risque transport de matières dangereuses (TMD) par canalisation.

## Toponymie

### Noms du lieu
Beaurepaire (français), Byo Rœpeyrœ (arpetan).

### Historique du nom
Bellorepayre au XIVe s..

### Interprétation et étymologie
Selon André Planck, spécialiste en toponymie des villes du département de l'Isère, le nom de Beaurepaire dériverait du latin « Belli Riparii » signifiant belles rives qui pourrait désigner une élévation surplombant une vallée.
Il existe de nombreux Beaurepaire dans la zone de langue française, tous formés sur l'adjectif beau et le mot repaire, avec le sens en ancien français de « séjour, demeure, logis ». C’est aussi le sens de l’arpetan Byo Rœpeyrœ.

## Histoire

### Préhistoire et Antiquité

#### Préhistoire

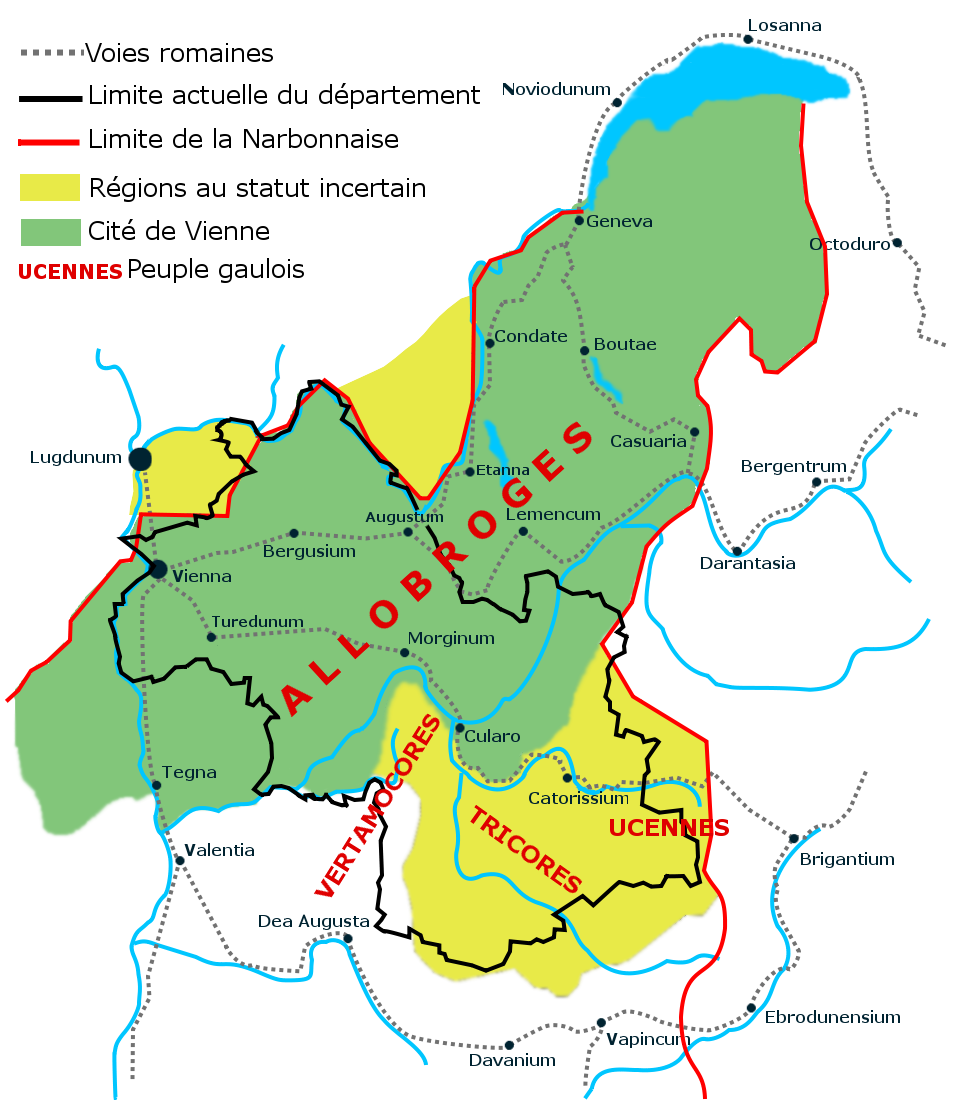
Territoire des Allobroges

Durant le Néolithique moyen, des agriculteurs ayant migré du sud de l'actuel territoire français métropolitain actuel remontent vers le nord et colonisent la région. Des individus appartenant à la civilisation chasséenne qu'ils diffusent rapidement, de la Méditerranée jusqu'au nord de la Bourgogne.
Trois sites d'habitat préhistoriques datant de cette période situés à proximité de Beaurepaire ont été révélés : sur le site la Croix Trouva à Bressieux, sur le territoire des communes voisines Lapeyrouse-Mornay et de Moras-en-Valloire. À Primarette, soit quatre kilomètres au nord de la commune un nucléus à lamelles de silex a été découvert.

#### Antiquité
Des Celtes parviennent sur le territoire de ce qui sera le bas-Dauphiné. Une de ces tribus, les Allobroges (terme signifiant : les gens venus d'ailleurs) arrivent autour du Ve siècle av. J.-C. Le territoire contrôlé par cette peuplade dont la capitale sera Vienne, s'étendra de Genève au mont Pilat, en passant par Cularo (future ville de Grenoble).

### Moyen Âge
Des fouilles archéologiques menées depuis 2017 dans la plaine de Champlard par l'Institut National de Recherche Archéologique d'Auvergne-Rhône-Alpes ont révélé la présence d'un habitat rural organisé autour de l'An Mil. Beaurepaire est une ville nouvelle fondée en juin 1309 par le Dauphin Jean II de Viennois, par détachement de terres de la châtellenie de Moras, à travers une charte de franchises octroyée aux habitants. Elle représente un exemple typique de ville nouvelle du XIVè siècle, entourée de remparts érigés en 1347. Au Moyen Âge, le bourg prospéra à son emplacement actuel. Elle devient rapidement centrale, succédant en importance au château de Revel.
Des vestiges de cette période perdurent dans la structure urbaine, notamment le centre historique doté d'un plan en damier, comprenant des rues principalement orientées Est-Ouest, des ruelles étroites, des "trezannes" et de nombreuses maisons gothiques pourvues de fenêtres à meneaux.

### Époque contemporaine
Beaurepaire est une des premières communes d'Europe à avoir bénéficié de l'éclairage électrique. Dès 1883, un artisan-mécanicien, Louis Michel-Villaz, utilisa sa machine à vapeur de battage, une dynamo et des lampes à arc pour éclairer quelques rues de la ville. L'inauguration de l'équipement muni de lampes à incandescence Edison eut lieu le 14 juillet 1886. Ce dispositif a fonctionné jusqu'en 1902.

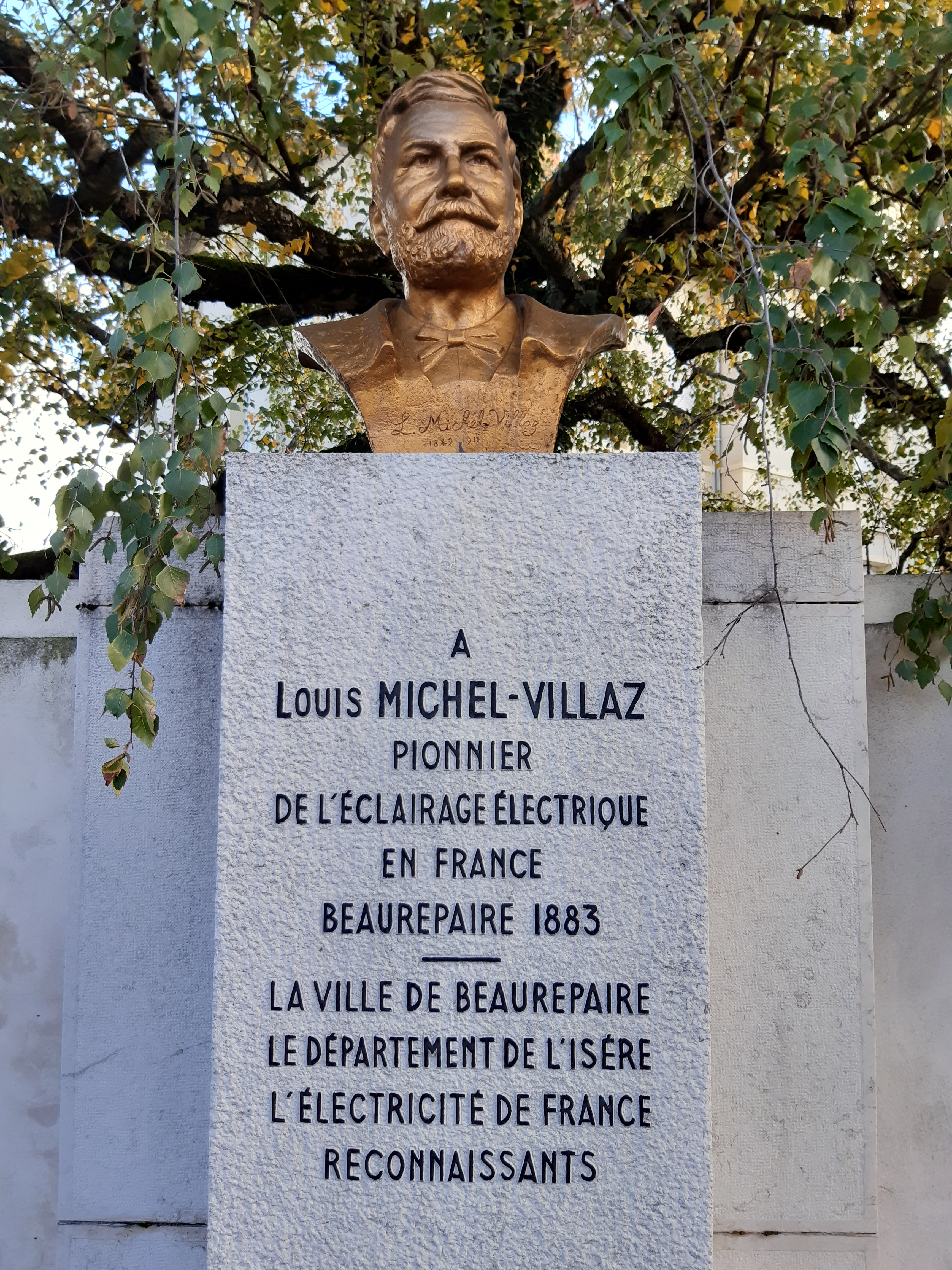
Stèle en hommage à Louis-Michel Villaz à Beaurepaire, édifiée en 1959. Le buste, en bronze, est une oeuvre du sculpteur lyonnais Francisque Lapandery (1910-1961).

Louis-Antoine Michel-Villaz, né à Tullins, Isère, en 1843, décédé à Beaurepaire en 1911, fut donc un pionnier de l'éclairage électrique. Il est connu pour son installation Rue de la République ayant fait de Beaurepaire la première commune de France à être éclairée publiquement à l'électricité, dès le 26 mai 1886, date de signature officielle du contrat de sa concession avec la mairie. Son fils Louis né en 1883 participa avec lui à la gestion du réseau beaurepairois et réalisa l'électrification de très nombreuses communes du Bas Dauphiné et de l'Ardèche (Saint-Agrève, Saint-Martin-de-Valamas…). Il est à l'origine de la SHED (Société Hydroélectrique de la Durance). Enfin, il conserva la concession de la commune de La Tronche près de Grenoble de 1929 jusqu'à la nationalisation de l'électricité en 1946-1947.
Sa tombe au cimetière de Beaurepaire présente un médaillon rappelant son souvenir. Un immeuble et une avenue de Beaurepaire portent le nom de ce pionnier, et une fresque représentant l'éclairage des rues de Beaurepaire orne un mur à l'une des entrées de la ville. La commune l'a également honoré par une stèle où figure son buste. La commune de Tullins, dont il est originaire, a aussi honoré sa mémoire par un monument comportant son buste. La commune conserve précieusement son matériel électrique d'origine, notamment la locomobile à vapeur (exposée dans la Tour Florie Richard), une dynamo et divers souvenirs légués par la famille Michel-Villaz. Un projet de musée a été évoqué pour mettre en valeur ces souvenirs dont les Beaurepairois sont si fiers.
Le 20 mai 1894, à Beaurepaire, le tueur en série Joseph Vacher assassina puis viola Eugénie Delhomme, 21 ans.

#### Seconde Guerre mondiale

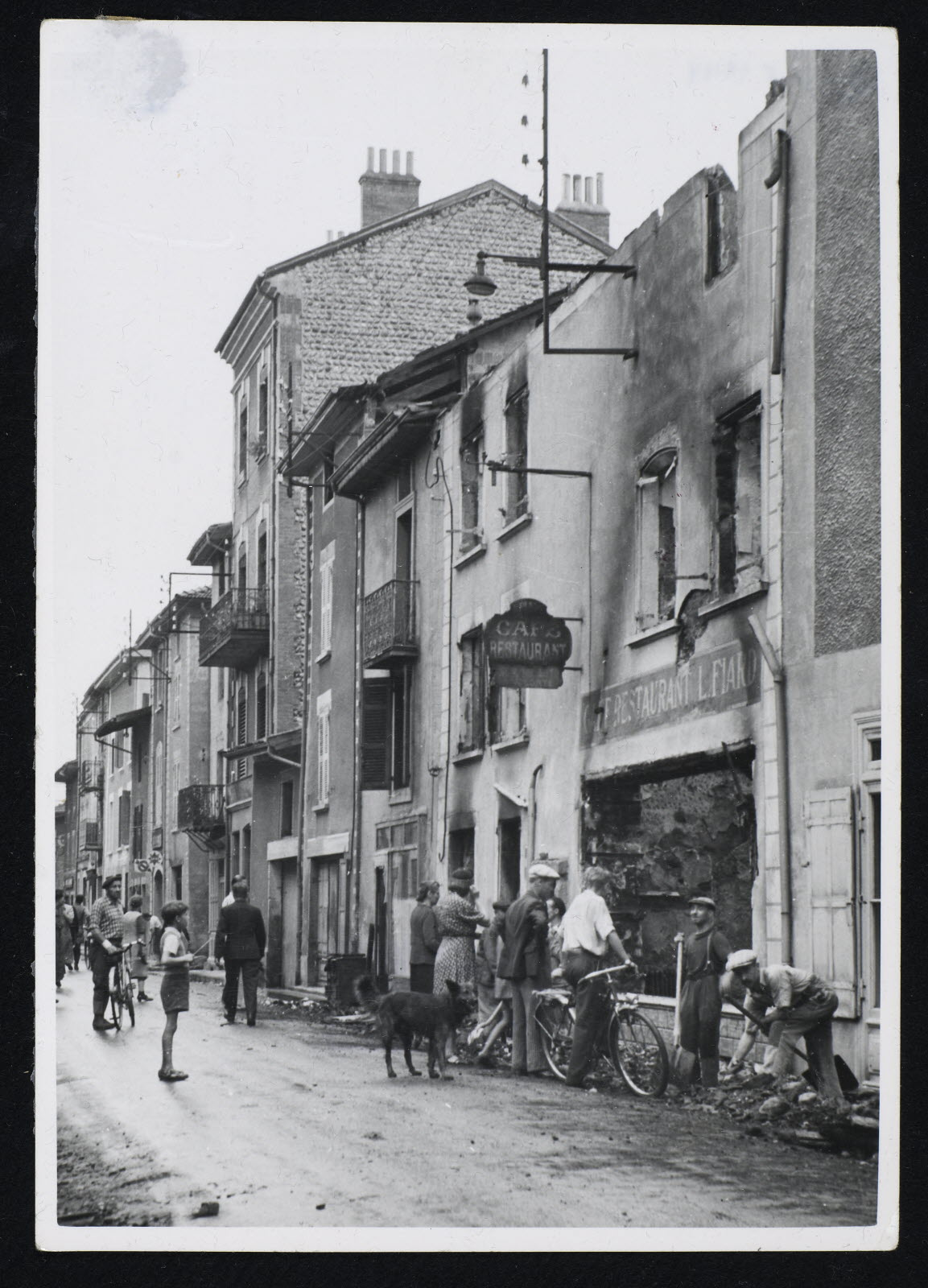
La Rue de la République le 29 août 1944, après qu'une colonne allemande en provenance de Chanas-Jarcieu soit à nouveau entrée dans la ville, occasionnant des incendies rue Victor Hugo et vers la gare.

Le docteur Gaston Barbier, né en 1889 et décédé en 1973, est désigné maire de Beaurepaire par le gouvernement de Vichy le 8 avril 1941. Pendant son mandat, tout en suivant les directives gouvernementales, il œuvre en faveur de la résistance en fournissant des soins gratuits aux maquisards, en facilitant la fabrication de faux documents pour les personnes recherchées, et en assurant la sécurité de nombreux juifs.
Dans la nuit du 10 au 11 janvier 1944, sur un terrain clandestin un parachutage a lieu comportant des armes et des explosifs pour le maquis de Ratières.
Le 9 février 1944, un parachutage de matériel que le Special Operations Executive destinait au maquis de Castellane tombe à Beaurepaire, à 200 km de sa destination.
Le 5 août 1944, en représailles à la résistance locale soupçonnée d'avoir abrité à plusieurs reprises des combattants des FFI, les Allemands encerclent Beaurepaire. Le maire Gaston Barbier se rend à leur rencontre, tentant de négocier avec le chef nazi en offrant sa vie en échange de celle des jeunes maquisards. Les allemands rassemblent les hommes de 17 à 50 ans sur la place Yves Pagneux, et après de longs interrogatoires, exécutent quatre résistants, dont deux roybonnais. Gaston Barbier continue par la suite à parlementer pour limiter le nombre de prisonniers, avec succès, et obtient pour ceux qui ont été emmenés qu'ils puissent emporter des vêtements et de la nourriture.
Les troupes allemandes quittent Beaurepaire le 6 août 1944, après avoir perquisitionné des maisons, détruisant six d'entre elles, et exigé des biens et des provisions. Les corps de deux résistants furent enterrés à Roybon par leur groupe de maquis, tandis que les deux autres furent inhumés à Beaurepaire. Une quarantaine d'hommes parmi les otages est transféré à la prison de Montluc à Lyon, mais certains sont libérés pour des raisons de santé et d'autres s'évadent. Enfin, 33 sont déportés en Allemagne, où ils travaillent dans divers secteurs jusqu'à leur libération par l'armée soviétique en avril et mai 1945.
À la Libération, le Dr. Barbier est remplacé par un administrateur provisoire, et reprend alors ses activités de médecin. Il joue un rôle actif dans la création de la piscine municipale, achevée en 1945, et est à l'origine de la création de l'espace des sports. Le 20 mai 1973, la commune de Beaurepaire décide de baptiser le stade du nom du Dr. Gaston Barbier en sa mémoire.

## Politique et administration

### Administration municipale
Le conseil municipal de la commune de Beaurepaire compte vingt-six membres dont treize hommes et treize hommes, dont un maire, sept adjoints au maire, deux conseillères municipales déléguées, et seize conseillers municipaux.

### Tendances politiques et résultats

#### Élections municipales
En 2020, tous les sièges ont été pourvus dès le premier tour puisqu'une seule liste s'est portée candidate. Cette liste, conduite par l'adjoint aux finances de la précédente mandature, se voulait une liste de renouvellement, citoyenne et sans-étiquette, voulant agir selon des valeurs "républicaines, humanistes, sociales, solidaires, environnementales et sans discrimination", afin de mener à bien des "projets réfléchis, accessibles à toutes et tous et visibles en fin de mandat". On remarque un très fort taux d'abstention pour ce scrutin, s'étant tenu dans le contexte de la pandémie du Covid-19.
| Candidat             | 1er tour             | Nombre de sièges                    |
| -------------------- | -------------------- | ----------------------------------- |
| Yannick Paque (LDIV) | 100 % (644 voix)     | 27 sièges attribués (sur 27 sièges) |
| Votants              | 24,98 % des inscrits |                                     |

#### Élections présidentielles
On peut noter qu'en ce qui concerne les deux tours de ce scrutin, la candidate du Rassemblement national a effectué un meilleur score à Beaurepaire qu'au niveau national. On remarque également un taux d'abstention supérieur au national.
| Candidat | Candidat                    | 1er tour    | 1er tour | 2e tour     | 2e tour  |
| Candidat | Candidat                    | Beaurepaire | National | Beaurepaire | National |
| -------- | --------------------------- | ----------- | -------- | ----------- | -------- |
|          | Marine Le Pen (RN)          | 31,95 %     | 23,15 %  | 52,94 %     | 41,45 %  |
|          | Emmanuel Macron (LREM)      | 23,97 %     | 27,85 %  | 47,06 %     | 58,55 %  |
|          | Jean-Luc Mélenchon (LFI)    | 18,12 %     | 21,95 %  |             |          |
|          | Éric Zemmour (REC)          | 7,62 %      | 7,07 %   |             |          |
|          | Yannick Jadot (EELV)        | 3,97 %      | 4,63 %   |             |          |
|          | Valérie Pécresse (LR)       | 3,61 %      | 4,78 %   |             |          |
|          | Jean Lassalle (RES)         | 2,79 %      | 3,13 %   |             |          |
|          | Anne Hidalgo (PS)           | 2,66 %      | 1,75 %   |             |          |
|          | Fabien Roussel (PCF)        | 2,16 %      | 2,28 %   |             |          |
|          | Nicolas Dupont-Aignan (DLF) | 1,98 %      | 2,06 %   |             |          |
|          | Philippe Poutou (NPA)       | 0,68 %      | 0,77 %   |             |          |
|          | Nathalie Arthaud (LO)       | 0,50 %      | 0,56 %   |             |          |
| Votants  | Votants                     | 70,33 %     | 73,69 %  | 68,71 %     | 71,99 %  |

### Liste des maires
| Période                                  | Période   | Identité                                      | Étiquette   | Qualité |
| ---------------------------------------- | --------- | --------------------------------------------- | ----------- | --- |
| 1839                                     | 1852      | Jean Jacques Ferdinand de Barrin de Champrond |             | Aide de Camp du Maréchal Masséna, Officier de la Cavalerie |
| 1852                                     | 1873      | Ange Gounon-Darcieux                          |             | |
| 1873                                     | 1874      | Gatien Berard                                 |             | |
| 1874                                     | 1876      | Eolde Berthin                                 |             | |
| 1876                                     | 1880      | Antoine Robin                                 |             | |
| 1880                                     | 1884      | Frédéric Charcot                              |             | |
| 1884                                     | 1890      | Jérémie Monnet                                |             | |
| 1890                                     | 1892      | Désiré Bouchard                               |             | |
| 1892                                     | 1900      | Marc Pellat                                   | Républicain | |
| 1900                                     | 1902      | Martial Auban                                 |             | Pharmacien |
| 1902                                     | 1919      | Joseph Perroud                                |             | |
| 1919                                     | 1925      | Charles Perrier                               |             | |
| 1925                                     | 1936      | Yves Pagneux                                  | SFIO        | Conseiller général de l'Isère (1928-1936) |
| 1936                                     | 1940      | Gaston Mandran                                | SFIO        | Restaurateur Conseiller général de l'Isère (1936-1940, 1945-1951) |
| 1941                                     | 1944      | Gaston Barbier                                |             | Médecin |
| 1944                                     |           | Paul Ronat                                    |             | Résistant |
| mars 1971                                | mars 1977 | Marcel Lugaz                                  |             | Instituteur puis directeur du CCB et CEG à Beaurepaire de 1943 à 1966, officier de la Légion d'honneur, officier des palmes académiques, fondateur de plusieurs associations dont le club de tennis (1933) |
| mars 1977                                | mars 2008 | Christian Nucci                               | PS          | Enseignant Député (1978-1982, 1986-1988) Ministre délégué chargé de la coopération et du développement (1982-1986) Conseiller général de l'Isère (1976-2015)                                               |
| mars 2008                                | mars 2020 | Philippe Mignot                               | PS          | Instituteur |
| mars 2020                                | En cours  | Yannick Paque                                 | SE          | Cadre commercial. |
| Les données manquantes sont à compléter. |           |                                               |             | |

### Jumelages
La ville de Beaurepaire est jumelée avec une ville européenne :
 Auenwald (Allemagne) depuis 1987.

## Population et société

### Démographie
L'évolution du nombre d'habitants est connue à travers les recensements de la population effectués dans la commune depuis 1793. Pour les communes de moins de 10 000 habitants, une enquête de recensement portant sur toute la population est réalisée tous les cinq ans, les populations de référence des années intermédiaires étant quant à elles estimées par interpolation ou extrapolation. Pour la commune, le premier recensement exhaustif entrant dans le cadre du nouveau dispositif a été réalisé en 2007.

En 2022, la commune comptait 5 007 habitants, en évolution de +2,06 % par rapport à 2016 (Isère : +3,07 %, France hors Mayotte : +2,11 %).
| 1793  | 1800  | 1806  | 1821  | 1831  | 1836  | 1841  | 1846  | 1851  |
| ----- | ----- | ----- | ----- | ----- | ----- | ----- | ----- | ----- |
| 2 322 | 1 800 | 1 954 | 2 275 | 2 137 | 2 370 | 2 322 | 2 326 | 2 480 |

| 1856  | 1861  | 1866  | 1872  | 1876  | 1881  | 1886  | 1891  | 1896  |
| ----- | ----- | ----- | ----- | ----- | ----- | ----- | ----- | ----- |
| 2 607 | 2 661 | 2 598 | 2 543 | 2 555 | 2 613 | 2 749 | 2 668 | 2 779 |

| 1901  | 1906  | 1911  | 1921  | 1926  | 1931  | 1936  | 1946  | 1954  |
| ----- | ----- | ----- | ----- | ----- | ----- | ----- | ----- | ----- |
| 2 881 | 2 988 | 2 859 | 2 656 | 2 850 | 2 740 | 2 933 | 2 733 | 2 912 |

| 1962  | 1968  | 1975  | 1982  | 1990  | 1999  | 2006  | 2007  | 2012  |
| ----- | ----- | ----- | ----- | ----- | ----- | ----- | ----- | ----- |
| 3 132 | 3 583 | 3 666 | 3 793 | 3 735 | 3 839 | 4 297 | 4 360 | 4 676 |

| 2017  | 2022  | - | - | - | - | - | - | - |
| ----- | ----- | - | - | - | - | - | - | - |
| 4 921 | 5 007 | - | - | - | - | - | - | - |

### Enseignement
La commune est rattachée à l'académie de Grenoble.

#### Enseignement primaire
La commune héberge trois écoles primaires sur son territoire
1. l'école Gambetta : divisé en deux pôles, l'un assurant l'école maternelle, l'autre l'école élémentaire pour les classes de CP et CE1
2. l'école La Poyat : celle-ci assume l'école élémentaire du CE2 au CM2
3. l'école privée catholique de Luzy-Dufeillant, couvrant également la maternelle et l'élémentaire.

#### Enseignement secondaire
La ville abrite le collège Jacques Brel, ainsi que le collège privé Saint Jean Baptiste (rattaché à l'Institution Luzy-Dufeillant), qui accueillent la plupart des élèves des villages alentour.
La commune est rattachée au secteur du lycée Hector Berlioz à La Côte St André. Il propose entre autres, en plus des 7 spécialités communes à la plupart des lycées généraux, la spécialité Sciences de l’Ingénieur, une section Européen Anglais, une section Européen Italien, un Bac Français International Anglais-Italien, une préparation "Sciences Po".

### Équipement sanitaire
L'hôpital public local Luzy Duffeillant présente une capacité totale de 239 lits et places
1. Moyen séjour : 35 places
2. Hébergement (EHPAD) : 179 places
3. SSIAD : 35 places

### Équipements sportifs
La ville de Beaurepaire présente les équipements sportifs suivant :
- deux gymnases (l'un étant à usage communal et l'autre à vocation intercommunale)
- quatre terrains en herbe (pour l'usage du football et du rugby)
- un terrain omnisports synthétique
- quatre courts de tennis
- une piscine intercommunale : cet équipement, géré par la communauté de communes Entre Bièvre et Rhône[51], est composé de trois bassins (dont un grand bassin de 12,5 mètres x 25 mètres), a été rénové en 2008.
- un terrain pour la pratique de la pétanque et un terrain pour les jeux de boules
- un citypark (espace multisports, situé à proximité de la salle polyvalente, construit en 2021[52],[53])
- un pumptrack (construit en 2023[52],[54])

### Équipements culturels

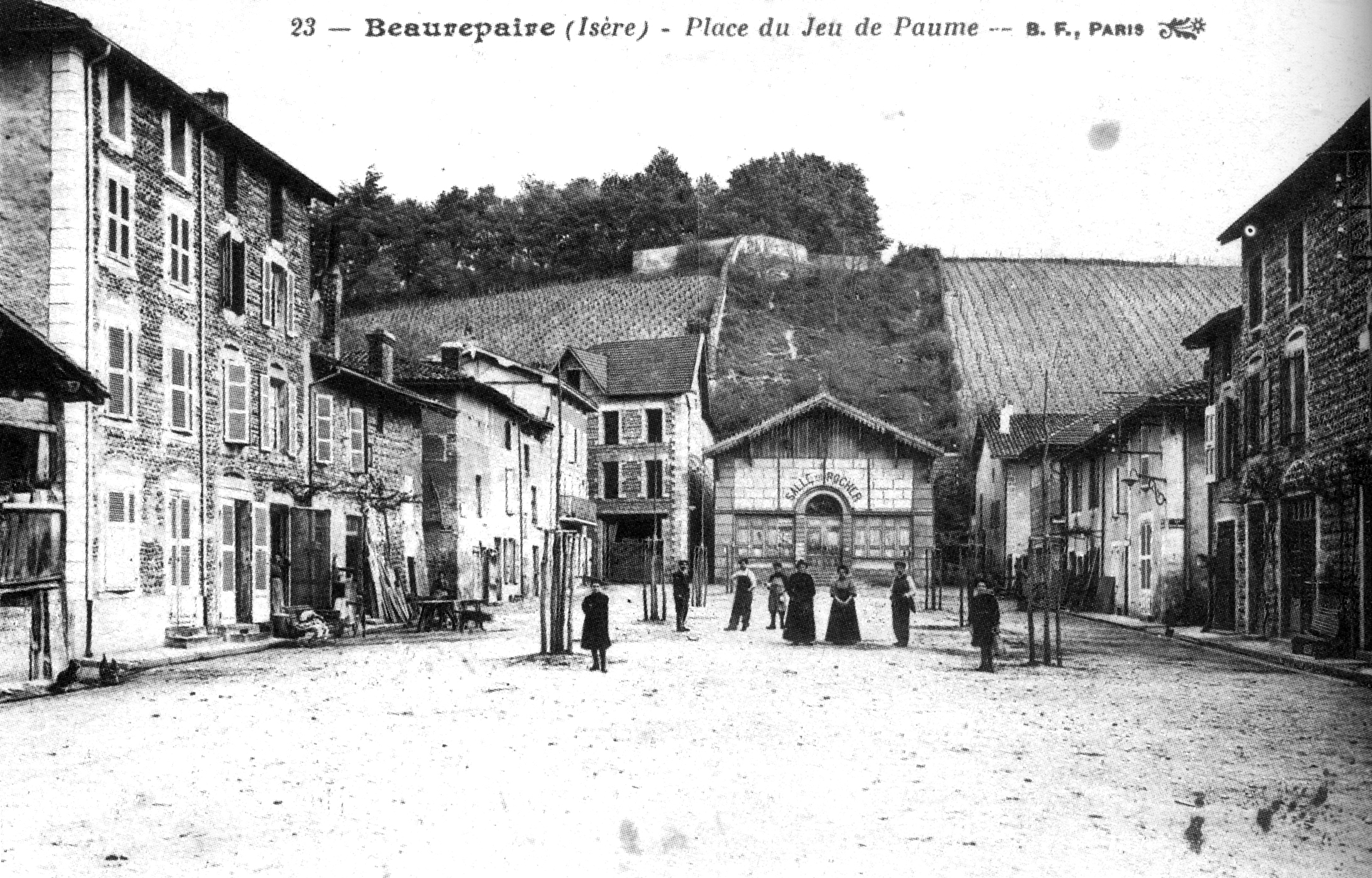
La place du Jeu de Paume en 1912, avec au fond la première salle du Rocher.

La ville de Beaurepaire présente les équipements culturels suivant :
- une antenne du conservatoire intercommunal "6/4", le site Manu Dibango[55] (issu du nom de l'ancienne école de musique dont il était le parrain)
- une salle de spectacle, la Salle du Rocher[56]
- une salle polyvalente (ayant une capacité d’accueil de 700 personnes)[57]
- une antenne de la médiathèque intercommunale[58] (ayant remplacé une bibliothèque municipale[59])
- un cinéma, l'Oron, rénové en 2023, composé de deux salles de projection et depuis 2023 d'une salle de rencontres culturelles, et qui accueille chaque année les Rencontres Internationales du Cinéma de Beaurepaire[60],[61],[62]

### Associations et clubs
De très nombreuses associations animent la vie locale, culturelle et sportive de la ville. En plus des nombreux clubs sportifs (rugby, basket, football, badminton, musculation, vélo, twirling, boules, gymnastique, pétanque, handball…), il existe également plusieurs regroupements culturels dans différents domaines, tels que :
- l'Association Culturelle Turque du Pays de Beaurepaire ;
- Autour du Cinéma l'Oron, qui organise chaque année le festival de cinéma de Beaurepaire ;
- Notre Belli Ripari, qui a pour objectif la mise en valeur du patrimoine historique et architectural de Beaurepaire ;
- le Centre Social et culturel de l'île du Battoir, qui propose une large variété d'activités aux jeunes du territoire ;
- le Comité de Jumelage Beaurepaire-Auenwald, qui organise régulièrement les échanges et voyages avec la commune jumelée ;
- l'Ensemble Vocal de la Valloire, la chorale locale ;
- Faites de la Musique, à l'organisation de la Fête de la musique chaque année ;
- Hit Musique, harmonie intercommunale issue de la fusion entre les orchestres Beaurepairois et Jarcieurois ;
- L'Oiseau Lire, qui organise chaque année le festival des Carnets de Voyages ;
- le Sou des Écoles, association des parents d'élèves qui organise chaque année la kermesse des écoles[63].

Beaurepaire est également marqué par la présence de plusieurs associations caritatives : un comité local du Secours Populaire, une antenne du Secours Catholique, du Téléthon, et le Potager Solidaire (cultures maraîchères bénévoles vendues à bas prix aux personnes précaires).
Enfin, plusieurs associations regroupent les amateurs d'activités de plein air comme la chasse, la pêche, ou le ski.

### Médias

#### Presse écrite
Historiquement, le quotidien à grand tirage Le Dauphiné libéré consacre, chaque jour, y compris le dimanche, dans son édition de Vienne Nord-Isère, un ou plusieurs articles à l'actualité de la ville, ainsi que des informations sur les éventuelles manifestations locales, les travaux routiers, et autres événements divers à caractère local.

#### Presse audio-visuelle
Ici Isère, anciennement France Bleu Isère, est la station de radio locale publique qui couvre l'ensemble du département de l'Isère.

### Cultes

#### Culte catholique
La communauté catholique de Beaurepaire et son église (propriété de la commune) sont rattachées à la paroisse Saint Benoît du pays de Beaurepaire qui regroupe treize églises de la région. Cette paroisse dont le siège (maison paroissiale) se situe à Beaurepaire, est rattachée au Diocèse de Grenoble-Vienne.

#### Culte musulman
La ville compte deux mosquées : l'une intégrée aux locaux de l'Association Culturelle Turque du Pays de Beaurepaire, ainsi qu'une deuxième établie par l'Association Culturelle des Musulmans de Beaurepaire au cœur du bourg de la commune.

## Économie

### Secteur industriel et commercial
Les commerces locaux jouent un rôle essentiel dans la vitalité de la commune de Beaurepaire, offrant une gamme variée de services, notamment des boulangeries, des coiffeurs, des établissements bancaires, des assurances, des fleuristes, des boucheries, des poissonneries, des épiceries, des magasins de thé, des opticiens, des bars, des restaurants, et bien plus encore. Un marché hebdomadaire bien établi, qui a lieu chaque mercredi matin, propose une grande variété de produits, allant des produits alimentaires biologiques locaux aux articles manufacturés.
L'activité économique à Beaurepaire est diversifiée, couvrant des secteurs tels que les services, l'agroalimentaire, la distribution, la construction, la sous-traitance automobile, la filière aluminium et la mécanique de précision. Les activités industrielles se développent principalement dans les zones sud et est de Beaurepaire, dans les zones industrielles telles que Les Fromentaux, La Maladière, et la zone de Champlard. Le dynamisme économique de la commune attire l'implantation d'entreprises innovantes, notamment dans la production de matériaux nouveau pour le secteur BTP : le mix béton-bois.
L'association des commerçants locaux, connue sous le nom d'"Élan cœur de Beaurepaire" vise à renforcer le tissu commercial local et améliorer l'offre pour les clients. Cette association est à l'origine depuis 2019 de l'organisation du salon de l'habitat.

### Secteur agricole
L'agriculture dans la commune compte environ quinze exploitations installées localement, ainsi qu'une dizaine d'autres situées en dehors de la commune. Ces exploitations se caractérisent par leur diversité en termes de taille et de type de production. Certaines se consacrent au maraîchage biologique ou raisonné avec vente directe, d'autres se spécialisent dans les vergers ou l'élevage, mais la grande majorité des terrains sont utilisés pour les grandes cultures céréalières, notamment la production de semences. Il faut noter que la production traditionnelle de tabac a fortement diminué ces dernières années.

### Tourisme
Beaurepaire possède diverses structures d'accueil, tels que des hôtels et un camping, ainsi que plusieurs restaurants. La ville est par ailleurs sur la voie de divers circuits de randonnée cyclistes et pédestres.

## Culture et patrimoine

### Lieux et monuments

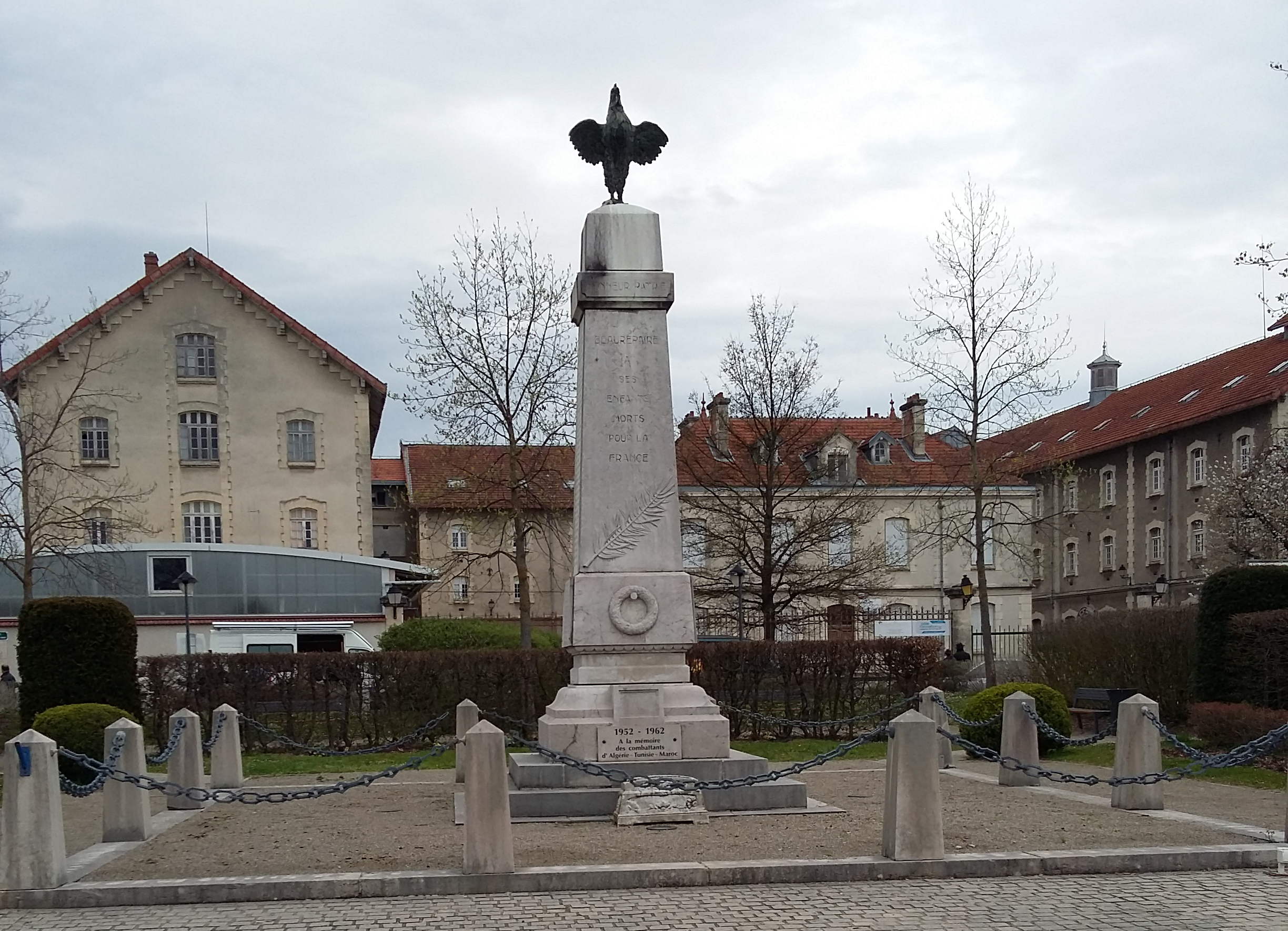
Monument aux morts de la commune.

- Maisons pittoresques (Moyen Âge et Renaissance).
- Église paroissiale Saint-Michel, probablement construite aux XVe siècle par les bénédictins en remplacement d'une église primitive, et abritant divers objets d'art[67].
- Maison dans laquelle s'est caché Louis Mandrin (1725 - 1755), le célèbre brigand et contrebandier dauphinois de l'Ancien Régime. Aujourd'hui détruite, cette maison qui se trouvait près de la salle du Rocher a laissé place à un parking.
- Château De Barrin sur les hauteurs de la ville, propriété de la vieille famille beaurepairoise De Barrin.
- Maison delphinale, dans laquelle aurait pu séjourner le dauphin Louis XI[68]. Dotée de fenêtres à meneaux et d'un escalier en colimaçon, la bâtisse, située dans le centre-ville, est remarquable par sa porte gothique cloutée, sur laquelle sont visibles ce qui seraient les marques de coups de canon de fusil laissés par des soldats prussiens en 1871.
- Monuments aux morts communaux, dont un dédié aux martyrs du 5 août 1944.

#### Tour Florie Richard

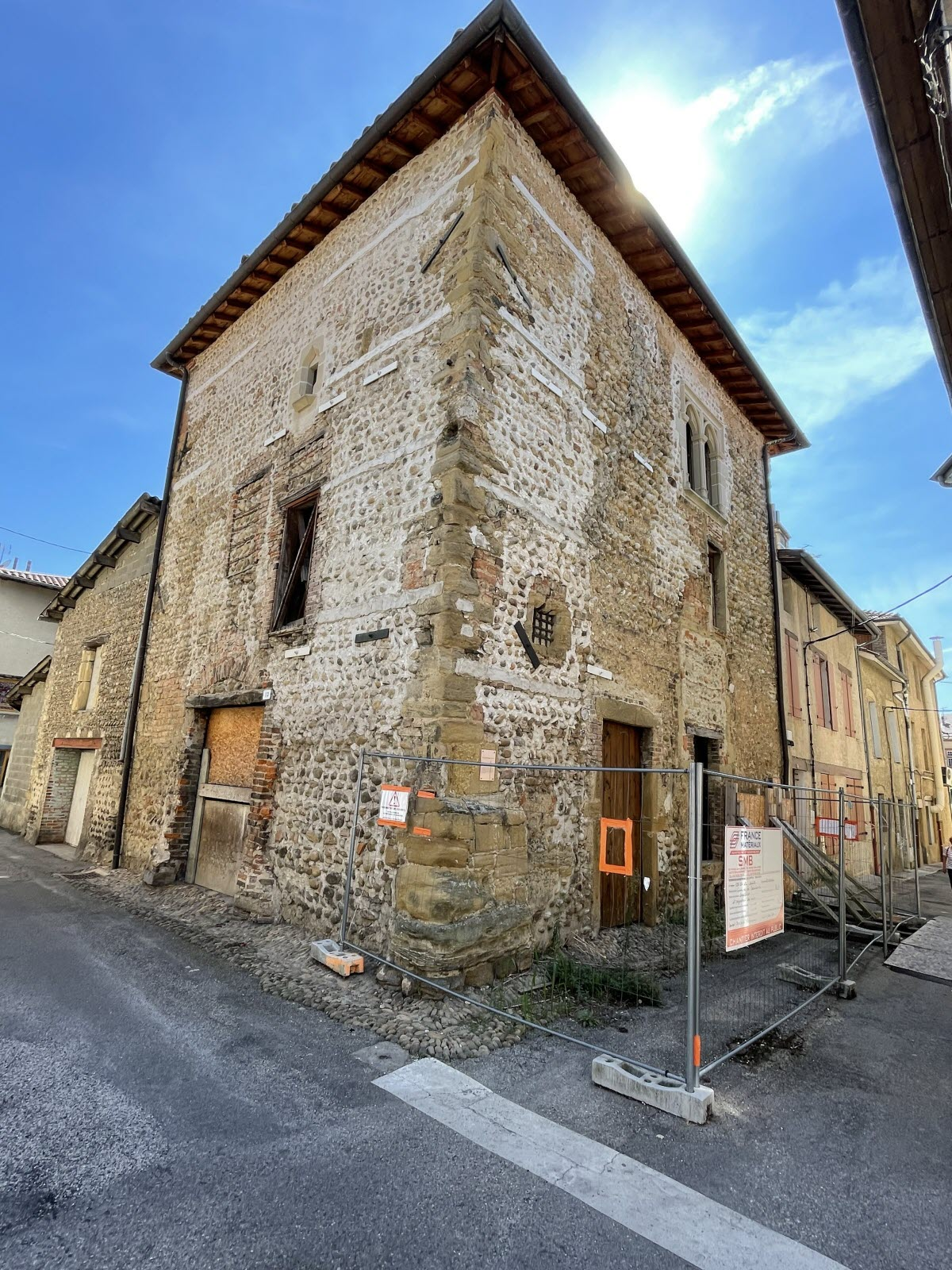
La Tour Florie RIchard à Beaurepaire (Isère) avant ses travaux de rénovations

Imposante bâtisse, probablement la plus ancienne de Beaurepaire, construite au XIVe siècle sous le règne de Jean II le Bon, est l’un des monuments les plus emblématiques de Beaurepaire. Elle doit son nom à l'un de ses propriétaires attestés en 1595. Sa façade ouest conserve encore les vestiges d'une fenêtre géminée de style roman.
Propriété de la commune depuis plus de vingt ans, dans un état critique et menacée d'effondrement, elle est restaurée durant des travaux de consolidation entre 2020 et 2023, dans le cadre de la Mission Patrimoine. Aujourd'hui, la tour abrite un espace d’exposition dédié à son histoire et à celle de Beaurepaire, incluant la locomobile de Louis-Michel Villaz, premier générateur électrique ayant permis à la ville de devenir la première commune française éclairée publiquement à l'électricité en 1886.

### Événements culturels et festifs

#### Fêtes et célébrations
Une grande vogue annuelle de six jours est célébrée au cœur de la ville à chaque rentrée de septembre. Un marché de Noël est également organisé en décembre en centre-ville, ainsi qu'une brocante mensuelle, dans le secteur de la gare.
La fête de la musique anime aussi chaque année les rues de Beaurepaire, occasionnant différents concerts et représentations de styles variés.
La période du carnaval occasionne aussi souvent des manifestations, à l'initiative des écoles ou de compagnies artistiques locales.

#### Rencontres internationales du cinéma de Beaurepaire

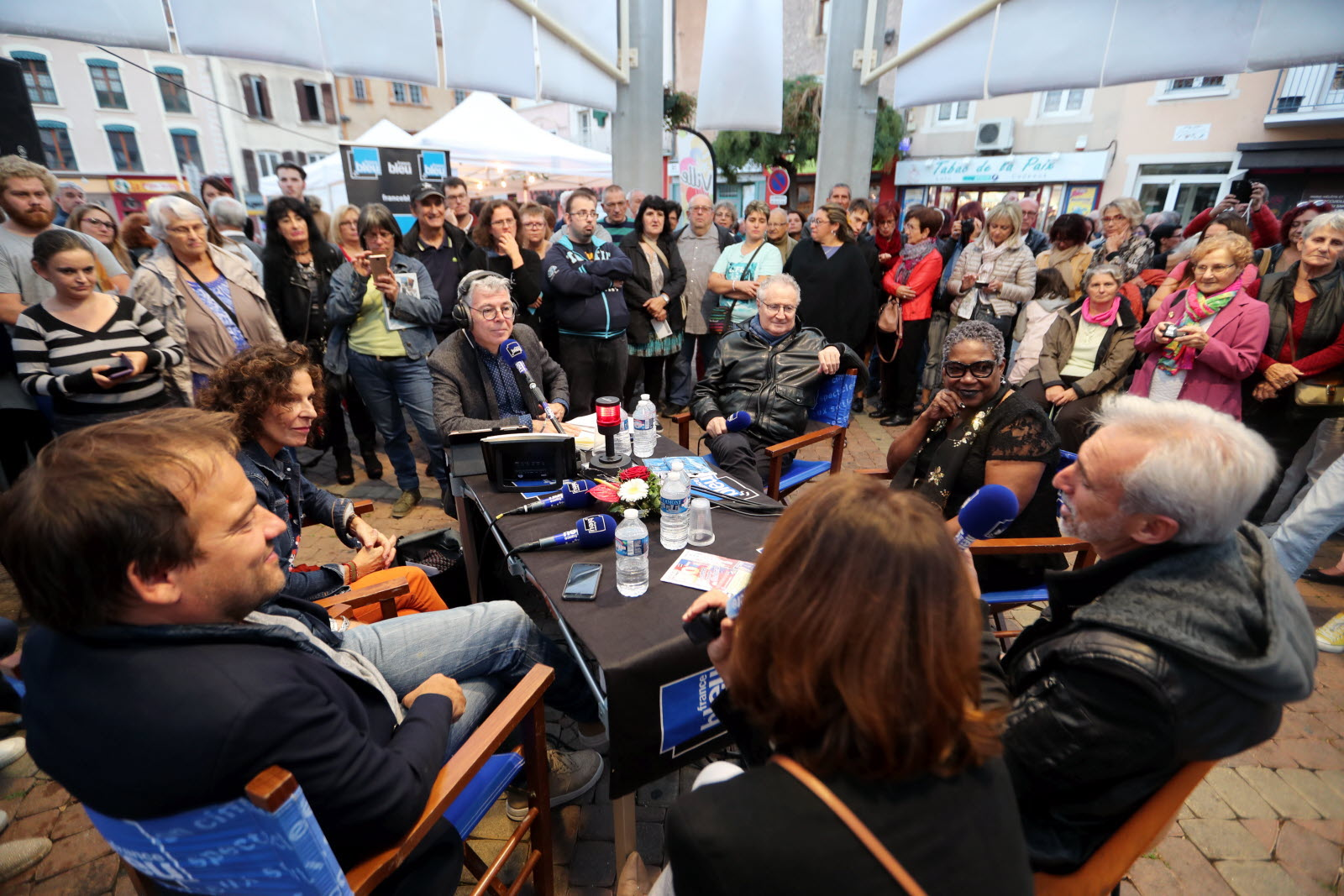
Les acteurs Stéphane Henon, Sylvie Flepp, Daniel Prévost et Firmine Richard lors d'une émission de France Bleu Isère aux 31ème Rencontres Internationales du Cinéma de Beaurepaire en 2019

Chaque année depuis 1989, à la mi-octobre, la ville accueille les Rencontres Internationales du Cinéma de Beaurepaire, organisées par l'association Autour de l'Oron (l'Oron est la rivière passant sous Beaurepaire qui a donné son nom à la salle de cinéma qui reçoit le festival). À cette occasion, l'association a pu inviter et recevoir de nombreux acteurs et réalisateurs, venus présenter leurs derniers films, tels que (entre autres) :
- Lionel Abelanski : Poltergay,..., en 2006
- François Berléand, en 2006
- Michel Boujenah, en 1989, 1993, 2016 et 2018
- Zabou Breitman, en 2006 et 2024[71]
- Roger Carel : voix, dont celle d'Astérix, en 1995
- Jean-Pierre Castaldi en 2006, 2007 et 2008
- Audric Chapus : le Raphaël Cassagne de la série télévisée Plus belle la vie, également neveu du cordonnier de Beaurepaire.
- Sylvie Flepp : en 2010 et 2018
- Stéphane Henon : en 2010, 2014 et 2018
- Anne Canovas : Plus belle la vie, en 2010
- Sami Bouajila, en 2007
- Sandrine Bonnaire, en 2012
- Pascal Elbé, en 2007 et 2021
- Jean-Pierre Darroussin, en 2008, 2009, 2011 et 2018
- Antoine Duléry, en 2008 et 2009
- Ariel Zeitoun, en 2007
- Philippe du Janerand, en 2012
- Artus de Penguern, en 2005 et 2018
- André Dussollier, en 2011
- Pep's, en 2012
- Booder, en 2011
- Frédéric Gorny : Avocats et Associés,..., en 2008, 2010, 2011, 2012 et 2013
- Christine Lemler, en 1995
- Bernadette Lafont, en 2012
- Roger Hanin : Navarro,..., en 1989
- Gérard Jugnot, en 1995
- Mireille Darc, en 1994
- Danièle Évenou, en 1994
- Alain Doutey, en 1994
- Rochelle Redfield, en 1995
- Joséphine Japy, en 2009
- Lio, en 2011
- Patrick Préjean, en 1994
- Yolande Moreau : Les Deschiens,..., en 2008
- Pascale Pouzadoux, en 2009
- Henry-Jean Servat, en 2011
- Daniel Prévost, en 2006, 2008, 2012, 2013, 2018 et 2019
- Sophie Mounicot, en 2011
- Serge Papagalli, en 2009 et 2019
- Guy Bedos, en 2011
- Samy Seghir, en 2009
- Djamel Bensalah, en 2011 et 2012
- Firmine Richard, en 2010 et 2018
- Pascale Arbillot, en 2009
- Augustin Legrand, en 2012
- Atmen Kelif, en 2011 et 2013
- Salomé Stévenin, en 2008
- Stéphane Freiss, en 2011
- Marthe Villalonga, en 2008
- Jacques Villeret, en ?
- Maureen Dor, en 1997 et 2013
- Lucien Jean-Baptiste, en 2013
- José Garcia, en 2013 et 2016
- Isabelle Doval en 2013
- Jean-Paul Salomé en 2013
- Jean-Michel Ribes en 2014
- Laurent Gamelon en 2014
- Chantal Neuwirth en 2014
- Alexie Ribes en 2014
- Les Chevaliers du Fiel en 2014
- Pierre Santini en 2014
- David Strajmayster en 2015
- Jean-Charles Deval en 2015
- Marthe Villalonga en 2015
- Pascale Pouzadoux en 2015
- Jean-Luc Couchard en 2016
- Nicolas Benamou en 2016
- Catherine Jacob en 2016 et 2017
- Gérard Meylan en 2017
- Antoine Duléry en 2015 et 2018
- Pascal Légitimus en 2018
- Clémentine Célarié en 2018
- Édouard Montoute en 2018
- Mélissa Guers en 2019
- Annie Mercier en 2019
- Annie Grégorio en 2019
- Jean-Michel Bertrand en 2019 et 2023
- Hakim Jemili en 2019
- Camille Chamoux en 2019
- Léo Grandperret en 2020
- Martin Darondeau en 2020
- Quentin Reynaud en 2020
- Charlène Favier en 2020
- Noée Abita en 2020
- Julien Camy en 2020
- Jean-Pierre Améris en 2014 et 2020
- Emmanuel Poulain-Arnaud en 2021
- Fabien Gorgeart en 2021
- Thomas Soulignac en 2021
- Erwan Alépée en 2021
- Pierre Amstutz-Roch en 2021
- Sarah Hafner en 2021
- Francis Magnin en 2021
- Aurélie Saada en 2021
- Laurent Cantet en 2021
- François Favrat en 2021
- Nicolas Pleskof en 2021
- Sarah Stern en 2021
- Grégory Montel en 2022
- Anne Le Ny en 2022
- Édouard Deluc en 2022
- Pablo Pauly en 2021 et 2022
- Comte de Bouderbala en 2022
- Sylvie Gautier en 2022
- Lambert Wilson en 2023
- Émilie Deleuze en 2023
- Michaël Dichter en 2023
- Dorothée Pousséo en 2023
- Claire Vassé en 2023
- Julien Carpentier en 2023
- Salif Cissé en 2023
- Ronan Tronchot en 2023
- Léa Todorov en 2023
- Florent Vassault en 2024[71]

#### Week-end du Carnet de Voyage
Organisé par l'association "L'Oiseau Lire", le week-end du Carnet de Voyage réunit chaque année depuis 2007 des artistes voyageurs qui viennent présenter leurs œuvres et réalisations produites durant leurs pérégrinations. Ce court festival donne lieu le plus souvent à des expositions, des dégustations, des ateliers, des lectures, ou encore des projections au cinéma. Il est par ailleurs souvent en lien avec les élèves des écoles alentour, et notamment ceux d'art plastique au collège qui présentent chaque année leurs productions.

### Personnalités liées à la commune
- Antoine Français de Nantes (1756-1836) : écrivain, haut fonctionnaire et homme politique français né à Beaurepaire. Député, pair de France (1831), il est connu pour ses chroniques fantaisistes dont le personnage central est « Monsieur Jérôme ».
- Christian Nucci, né le 31 octobre 1939 à Sabra (Algérie), responsable politique, enseignant, maire de Beaurepaire de 1977 à 2008. Il a été député socialiste de l’Isère (1978-81), réélu en 1986, ministre de la Coopération et du Développement de 1982 à 1986.

### Héraldique
| Blason de Beaurepaire | Blason  | Parti de sinople et de gueules, à un dauphin d'or brochant. |
| Blason de Beaurepaire | Détails | Le statut officiel du blason reste à déterminer.            |